# Nederlands-Antilliaans olympisch voetbalelftal (mannen)
Het Nederlands-Antilliaans olympisch voetbalelftal was de voetbalploeg die de Nederlandse Antillen vertegenwoordigde op het mannentoernooi van de Olympische Spelen en de Centraal-Amerikaanse en Caraïbische Spelen.

## Historie Olympische Spelen
¹ als Curaçao

## 1952-1984: Nederlands-Antilliaans olympisch voetbalelftal
In 1952 waren de spelers van het Nederlands-Antilliaans elftal de eerste sporters die voor de Nederlandse Antillen op de Olympische Spelen uitkwamen. Na in de voorronde te zijn vrijgeloot werd het elftal in de eerste ronde door een 1-2 nederlaag tegen Turkije uitgeschakeld.

## Sinds 1992: Nederlands-Antilliaans elftal onder 23
Sinds de kwalificatie voor de Olympische Spelen 1992 geldt voor mannen dat ze maximaal 23 jaar mogen zijn (met 1 januari van het olympisch jaar als peildatum). Geen enkele keer wist het Nederlands-Antilliaans elftal onder 23 de eindronde van de CONCACAF-kwalificatie te halen.
Na de staatkundige hervormingen binnen het Koninkrijk der Nederlanden in 2010 hield de Nederlandse Antillen als land op te bestaan, waarna het Internationaal Olympisch Comité in juli 2011 de erkenning van het Nederlands Antilliaans Olympisch Comité introk. Diezelfde maand begon het Curaçaos voetbalelftal onder 23 aan haar laatste kwalificatie-campagne. Er werd niet verloren, maar Trinidad en Tobago scoorde één doelpunt meer en kwalificeerde zich daarmee voor de volgende kwalificatieronde.

## Andere toernooien
Het Nederlands-Antilliaans olympisch elftal vertegenwoordigde de Nederlandse Antillen ook op de Pan-Amerikaanse Spelen en Centraal-Amerikaanse en Caraïbische Spelen. Op de Pan-Amerikaanse Spelen 1955 werd met bij een deelnemersveld van vier ploegen de bronzen medaille gewonnen. Grote successen werden geboekt op de Voetbal op de Centraal-Amerikaanse en Caraïbische Spelen waar van 1950 tot 1970 twee gouden en drie zilveren medailles werden gewonnen. In 1994 werd deelgenomen aan de Zuid-Amerikaanse Spelen, maar omdat er spelers boven de leeftijdslimiet waren opgesteld werd de ploeg gediskwalificeerd.